# Paxillus atraetopus
Paxillus atraetopus är en svampart som beskrevs av Kalchbr. 1878. Paxillus atraetopus ingår i släktet pluggskivlingar och familjen Paxillaceae.   Inga underarter finns listade i Catalogue of Life.